# Abrămuț
Abramut là một xã thuộc hạt Bihor, România. Dân số thời điểm năm 2002 là 3019 người.